# Fantastyczna Czwórka (film niewydany)
Fantastyczna Czwórka (oryg. The Fantastic Four) – amerykański film fabularny w reżyserii Oleya Sassone’a. Jest to ekranizacja przygód czwórki superbohaterów na podstawie marvelowskich komiksów. Projekt, choć ukończony, nigdy nie został oficjalnie dopuszczony do dystrybucji. Serwis Rotten Tomatoes przyznał mu wynik 30%.

## Obsada
| Postać                          | Aktor                                            |
| ------------------------------- | ------------------------------------------------ |
| Reed Richards/Pan Fantastyczny  | Alex Hyde-White                                  |
| Sue Storm/Niewidzialna Kobieta  | Rebecca Staab Mercedes McNab (młoda Sue)         |
| Johnny Storm/Człowiek Pochodnia | Jay Underwood Phillip Van Dyke (młody Johnny)    |
| Ben Grimm/Rzecz                 | Michael Bailey Smith Carl Ciarfalio (jako Rzecz) |
| Victor Von Doom/Doktor Doom     | Joseph Culp                                      |
| Alicia Masters                  | Kat Green                                        |
| Jubiler                         | Ian Trigger                                      |

## Fabuła
Reed Richards, Sue Storm, Johnny Storm i Ben Grimm wyruszają w podróż w kosmos. W kosmosie cała czwórka za przyczyną kosmicznego napromieniowania otrzymują nadprzyrodzone moce: Reed może zmieniać kształt ciała i rozciągać się niczym guma, przyjmując ksywkę „Pan Fantastic”, Johnny potrafi latać i strzelać ogniem, przejmując przezwisko „Ludzka Pochodnia”, Sue może stać się „Niewidzialną Kobietą” i tworzyć pola ochronne, zaś Ben zmienia się w „Rzecz”, stwora o kamiennym ciele. Razem walczą ze złym Doktorem Doomem, który chce zniszczyć miasto i zawładnąć światem, jednak Fantastyczna Czwórka pokonuje go. Na koniec filmu Reed oświadcza się Sue.